# Denis Westhoff
Denis Westhoff (27 de junio de 1962)es un fotógrafo francés. Hijo de la escritora Françoise Sagan y del modelo estadounidense Robert Westhoff.

## Biografía
Nacido en junio de 1962, Denis Westhoff fue fruto de un matrimonio fallido. En 1962 la escritora Françoise Sagan se casó en segundas nupcias con el modelo y playboy estadounidense Robert Westhoff. En junio nació su hijo, Denis, pero la pareja se divorció al año siguiente.
A finales de la década de 2000, Denis Westhoff entabla un proceso judicial contra ediciones Julliard, a las que reprocha no haber respetado el contrato firmado con su madre de defensa y promoción de su obra. Confió entonces las reediciones de sus libros a las ediciones Stock.
En 2008, colabora con la película biográfica Sagan, dirigida por Diane Kurys.
En 2010, crea el premio Françoise Sagan y en 2011 fundó la Asociación Françoise Sagan. En 2012 publicó el libro Sagan et fils, en ediciones Stock.
Westhoff gestiona el legado de su madre, pero también sus deudas, cercanas al millón de euros:  

J'aurais pu refuser la succession mais la seule idée que les droits sur son œuvre allaient être vendus aux enchères par l'État m'était insupportable.

. 